# Panetolikos FC
Panetolikos FC är en grekisk fotbollsklubb från staden Agrinio. Klubben grundades 1926 och spelar i Grekiska superligan sedan säsongen 2013/2014. Klubben spelar på Panetolikos Stadium som har en kapacitet på 7 530 åskådare.  

## Kända spelare
I klubben har många spelare med koppling till Sverige spelat som bland annat:
- Jacob Une Larsson[1]
- Johan Mårtensson[2]
- Jonathan Morsay[3]
- Dulee Johnson
- Admir Bajrovic
- Rasmus Sjöstedt
- Sebastian Eriksson
- Demba Traoré
- Johan Wallinder
- Jonas Pelgander
- Giannis Anestis[4]
- Abiola Dauda
- Alhassan Kamara